# Gnomonica

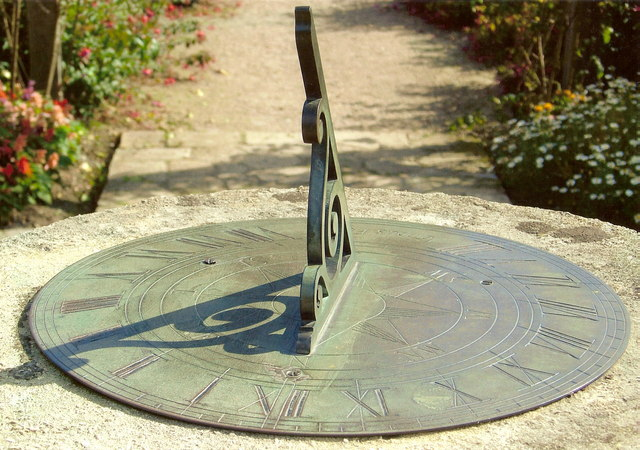
Orologio solare nel parco del castello di Brodick

La gnomonica è la scienza che si incarica di elaborare teorie e riunire le conoscenze sulla divisione dell'arco diurno, la traiettoria del sole sull'orizzonte, mediante l'uso di proiezioni specifiche su diverse superfici.
Questa scienza è molto utile al disegno e alla costruzione dei quadranti solari  così come in cartografia (proiezione gnomonica).
C'è stato un momento nella storia dell'orologeria nel quale gli orologi solari hanno avuto una grande rilevanza, dato che erano gli unici strumenti in grado di dare l'ora con precisione sufficiente per regolare la vita quotidiana. Per questa ragione la gnomonica si considerava una scienza con un grande apporto alla vita della società dell'epoca.
Poco a poco, nel XVII secolo gli orologi meccanici indicarono, con i loro miglioramenti, che la capacità di questi ultimi era già sufficiente per sostituire gli orologi solari, ottenendo in questo modo maggiore autonomia (giorni) e maggiore precisione (secondi).
Per questa ragione la scienza degli orologi solari (gnomonica) decadde poco a poco.

## Etimologia
La parola gnomonica deriva dal latino gnōmonica (ars) a sua volta dal  greco γνωομονική (τέχνη), gnomōnikḗ tékhnē, "l'arte di costruire orologi solari", ma anche "arte saggia";  è molto probabile che la parola trovi la sua origine nella difficoltà di collocare con precisione lo gnomone degli orologi solari.

Un'altra denominazione utilizzata per riferirsi al concetto è fotosciaterica (scrittura della luce).

## Storia

### Storia della proiezione in cartografia
La gnomonica è stata sempre unita da una parte al concetto di misura del tempo e dall'altro all'idea di applicazione cartografica di rappresentazione in mappe terrestri, sebbene si suppone che il primo a usare questo tipo di proiezione fu il fisico greco Talete di Mileto, per costruire mappe celesti.
Alcune mappe terrestri dell'anno 1803 utilizzarono i sei piani tangenti a una sfera (che formano un cubo.
Si utilizzò soprattutto nel XVI secolo e a metà del XX nella proiezione della superficie terrestre sulle facce di differenti poliedri.

### Storia della gnomonica nel disegno degli orologi solari

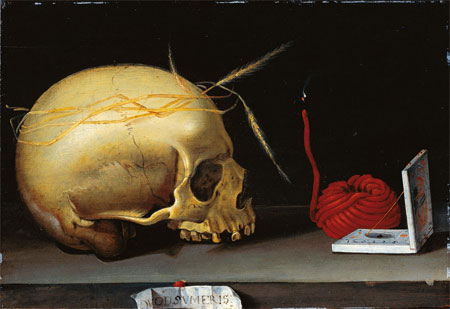
Natura morta di autore tedesco del XVII secolo con teschio e meridiana tascabile

L'autore greco del quale per primo abbiamo notizie a proposito della gnomonica fu Erodoto di Alicarnasso (484-426 a.C.), che fa una piccola rassegna dei conoscimenti greci del tempo, dicendo che avevano acquisito la divisione del giorno in dodici parti dai babilonesi.
Pertanto, il sistema orario dei Greci era temporale: con ciò si vuole dire che l'ora era intesa come la dodicesima parte dell'arco diurno percorso dal sole, però dal momento che tale arco cambia nel corso dell'anno, anche l'ora cambia.
Per questa ragione questo sistema è anche definito di ora canonica o di ore disuguali.
I Romani, a loro volta, hanno ereditato questo sistema di divisione del giorno dai Greci.
Plinio il Vecchio (ca. 100-59 adC) nel suo Storia Naturale (Libro XXXVI, Capitolo XIV) parla della storia dell'orologio che l'imperatore Augusto fece costruire nel Campo Marzio (Roma), utilizzando un obelisco.
Nei secoli XVIII e XIX poco a poco si abbandonò la proiezione gnomonica come predominante nell'elaborazione di orologi solari e si passò a impiegare altre proiezioni come quella azimutale, ortografica, Lambert, etc. dando luogo a orologi solari più elaborati e con nuovi disegni più esplicativi.

## La gnomonica nell'attualità

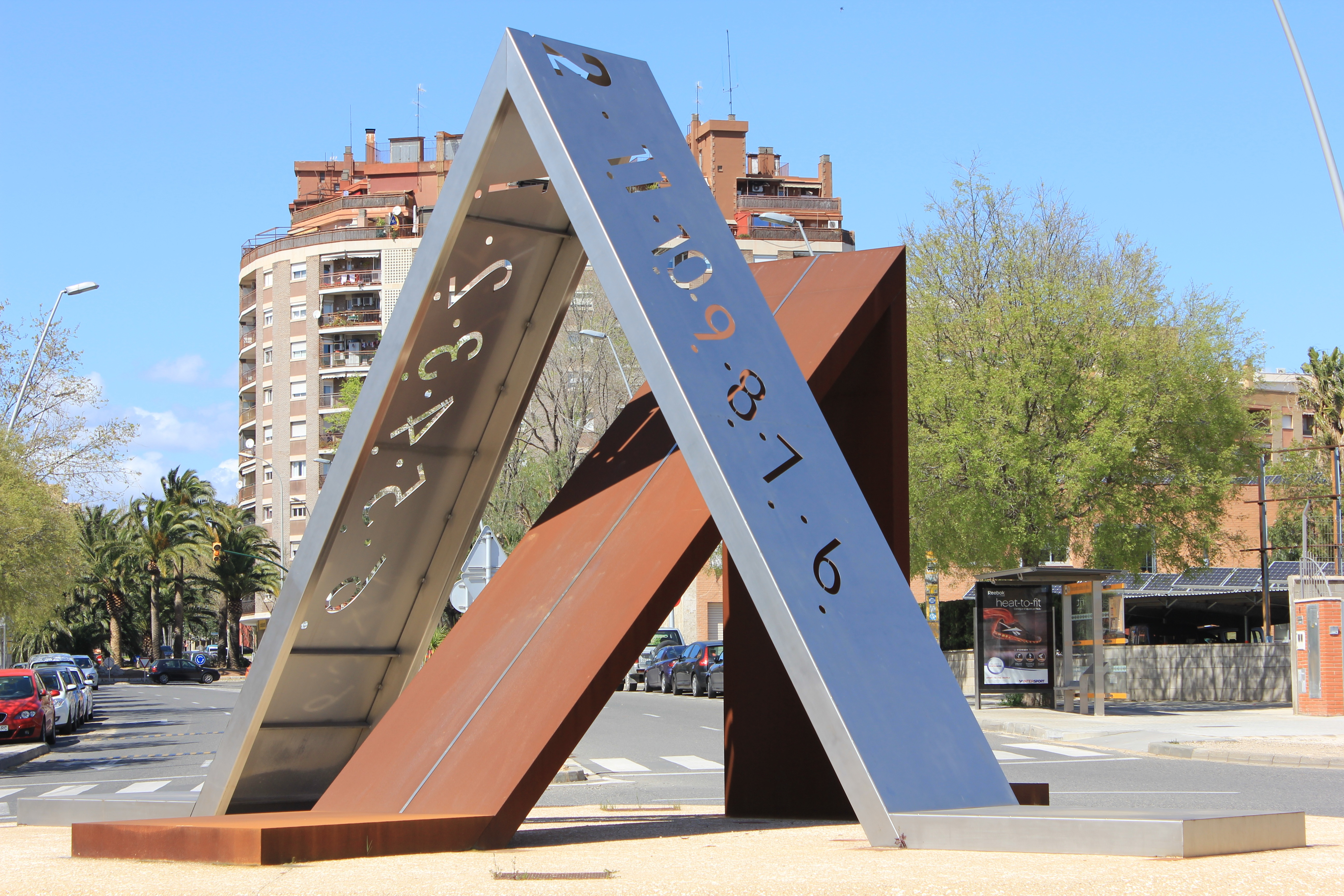
Orologio solare del 2010 a Reus (Catalogna)

Dopo il decadimento della gnomonica, dovuto alla evoluzione dell'orologeria meccanica nel secolo XVII, si arrivò a dimenticare completamente tale scienza fino alla fine del diciottesimo secolo e all'inizio del diciannovesimo, quando si scoprirono i resti archeologici dell'Etna e riapparsero talmente tanti orologi solari da ridestare la curiosità degli studiosi.
Oggi la gnomonica è una materia studiata da varie associazioni culturali presenti in molti Paesi del mondo.